# Yaguana
La Yaguana, encontrada en algunos recetarios como "Llaguana" por su origen quichua, es una bebida tradicional del cantón Paute en la provincia del Azuay, Ecuador, elaborada en base a frutas y hierbas aromáticas. 
Apareció hace más de 35 años, y con el paso de los años se ha convertido en parte de la identidad gastronómica del cantón. Al ser Paute un lugar llamativo por sus artes culinarias, flora y fauna, hoy en día esta bebida es degustada por azuayos, turistas nacionales y extranjeros.

Además de ser un producto muy apetecido por su sabor, la Yaguana es también una bebida altamente nutritiva porque contiene gran variedad de vitaminas y minerales.
En el sector La Higuera - Paute - Azuay se ubica:
```
“El portal de la yaguana”.   Sus dueños, la Familia Juela Arizaga, elaboran y venden esta bebida, desde el año 2012.
```

La textura es espesa y el   color es morado. Se emplean distintos productos para su elaboración, como babaco,  naranjilla, naranja y piña. Para obtener su color se utilizan la achira y el ataco, plantas nativas del sector. Además, anís estrellado, canela, clavo de olor y el ishpingo (planta), que sirven de preservante natural. Hay varias formas de prepararla. 
En “El portal de la yaguana” se extrae la pulpa de la naranjilla, piña, naranja y babaco, después se pica la fruta. Los productos dulces son  macerados, se los deja uno o dos días en cámaras de frío para que se eleve el pH (una medida de acidez) y no se fermenten. Una vez que el proceso esté listo, se mezcla con las frutas y el colorante natural se obtiene del ataco. Juela indica que al final se   dan “golpes térmicos”, es decir, pasar de caliente a frío para que la bebida no se contamine y se eliminen los microorganismos. “Cuando la bebida está fría la sacamos lista para el consumo del cliente”. En el local se comercializa la yaguana solo los días viernes sábados y domingos, desde las 09:00. “El consumidor tiene la oportunidad de adquirirla los fines de semana, cuando hay más turismo”, expresa Juela.
```
La yaguana es una bebida nutritiva por la fibra que tiene; y medicinal porque contiene achira, que sirve de laxante, ayuda en la digestión y estreñimiento. Además es diurética y útil para las personas con problemas en los riñones. 
```

https://www.eltelegrafo.com.ec/noticias/sociedad/6/matrimoniocanari-yaguana-ecuador

## Historia
De acuerdo al historiador Juan Martínez Borrero, la yaguana tiene raíces españolas y árabes que han incluido ingredientes andinos, como el babaco, piña y almidón de achira. La preparación de esta bebida varía según cada familia que la elabora para festividades como Carnaval, Corpus Christi y celebraciones familiares.
Existen recetas de la yaguana que datan desde 1880, según un recetario de Juan Pablo Sanz publicado en tal año, y 1903, según un libro de Adela Ordóñez de Morillo. Conforme han pasado los años, cada familia ha realizado su propia variación de la receta de la yaguana.
En Paute, Doña Rosa Inga es la persona más conocida por la preparación de la yaguana con su local Las Delicias de Mami Rosa. Ella aprendió la receta de esta bebida en la hacienda de Cornelio Vintimilla hace 35 años, donde empezó a trabajar desde los trece años. Inga preparaba la yaguana para las celebraciones de Navidad, Año Nuevo o cumpleaños. Con el tiempo, la receta se fue difundiendo por el cantón, volviéndose popular y con un sabor único según la familia que la prepare. Actualmente, Doña Rosa prepara 44 litros de yaguana diarios y los vende todos.
Hasta el año 2005, la receta fue guardada en las haciendas de antaño de la región. En un evento popular para inaugurar una obra pública, el párroco del lugar ofreció esta bebida como ofrenda para los asistentes. Desde aquel entonces, se inició su preparación en varios puntos del cantón y al estar presente en cada fiesta y celebración de los pauteños, se convirtió en la bebida tradicional.

## Preparación
Para la elaboración de esta bebida se prepara un almíbar en 1 litro de agua con azúcar o endulzante natural sin calorías; a esta preparación se la guarda y se la deja enfriar. Por su parte las especies se ponen a hervir en otra cacerola hasta que liberen su sabor; posteriormente estas se deben filtrar dejando el agua aromática libre de residuos. La piña, el melón y la guanábana sin corteza deben ser cortadas en cubos y guardadas en el congelador.
Por otro lado, se extrae el jugo de la naranja, naranjilla y limón; estos se mezclan y se los lleva a helar. El almidón de achira debe ser disuelto en medio litro de agua fría, hasta conseguir una mezcla mediamente líquida. A esta composición se la debe almacenar y mantener en un lugar fresco. Se procede con la cocción del ataco en medio litro de agua, a fuego lento hasta que el líquido tome un color rojizo. Esta agua aromática se filtra y se mantiene en un recipiente cubierto.
Al día siguiente, se mezcla el almíbar inicialmente preparado con el agua de las especies y la del ataco. Posteriormente, se añade los concentrados y la fruta congelada. Una vez que los demás ingredientes estén juntos, se añade la mezcla de almidón. Con estas indicaciones, la Yaguana se encuentra finalmente lista cuando haya pasado por un proceso de refrigeración de mínimo cuatro horas. Esta bebida se sirve fría en vasos pequeños.